# Lý Anh Dũng
Lý Anh Dũng (sinh năm 1961) là một tướng lĩnh của lực lượng Công an nhân dân Việt Nam với quân hàm Trung tướng. Ông nguyên là  Phó Thủ trưởng thường trực Cơ quan An ninh điều tra, Bộ Công an Việt Nam, Cục trưởng Cục An ninh điều tra Bộ Công an.

## Sự nghiệp
Năm 2014, 2015, ông mang quân hàm Đại tá, giữ chức vụ Phó thủ trưởng cơ quan An ninh điều tra Bộ Công an.
Năm 2016, ông mang quân hàm Thiếu tướng, giữ chức vụ Cục trưởng Cục An ninh điều tra, Tổng cục An ninh, Bộ Công an.
Ngày 10 tháng 8 năm 2018, Bộ trưởng Bộ Công an Tô Lâm ký quyết định bổ nhiệm Thiếu tướng Lý Anh Dũng 57 tuổi làm Phó Thủ trưởng Thường trực Cơ quan An ninh điều tra, Bộ Công an Việt Nam.
Năm 2020, ông mang quân hàm Trung tướng, giữ chức vụ Cục trưởng Cục An ninh điều tra, Bộ Công an.

## Lịch sử thụ phong quân hàm
| Năm thụ phong | 2016        | 2020        |
| ------------- | ----------- | ----------- |
| Quân hàm      |             |             |
| Cấp bậc       | Thiếu tướng | Trung tướng |